# Karnsophis siantaris
Genre
Espèce
Karnsophis siantaris, unique représentant du genre Karnsophis, est une espèce de serpents de la famille des Homalopsidae.

## Répartition
Cette espèce est endémique de Sumatra en Indonésie.

## Étymologie
Ce genre est nommé en l'honneur de Daryl Ralph Karns. Son nom d'espèce lui a été donné en référence au lieu de sa découverte, Siantar.

## Publication originale
- Murphy & Voris 2013 : An Unusual, Fangless Short-tailed Snake (Squamata, Serpentes, Homalopsidae) from Sumatra, Indonesia. Asian Herpetological Research, vol. 4, no 2, p. 140–146.